# Boulette d’Avesnes

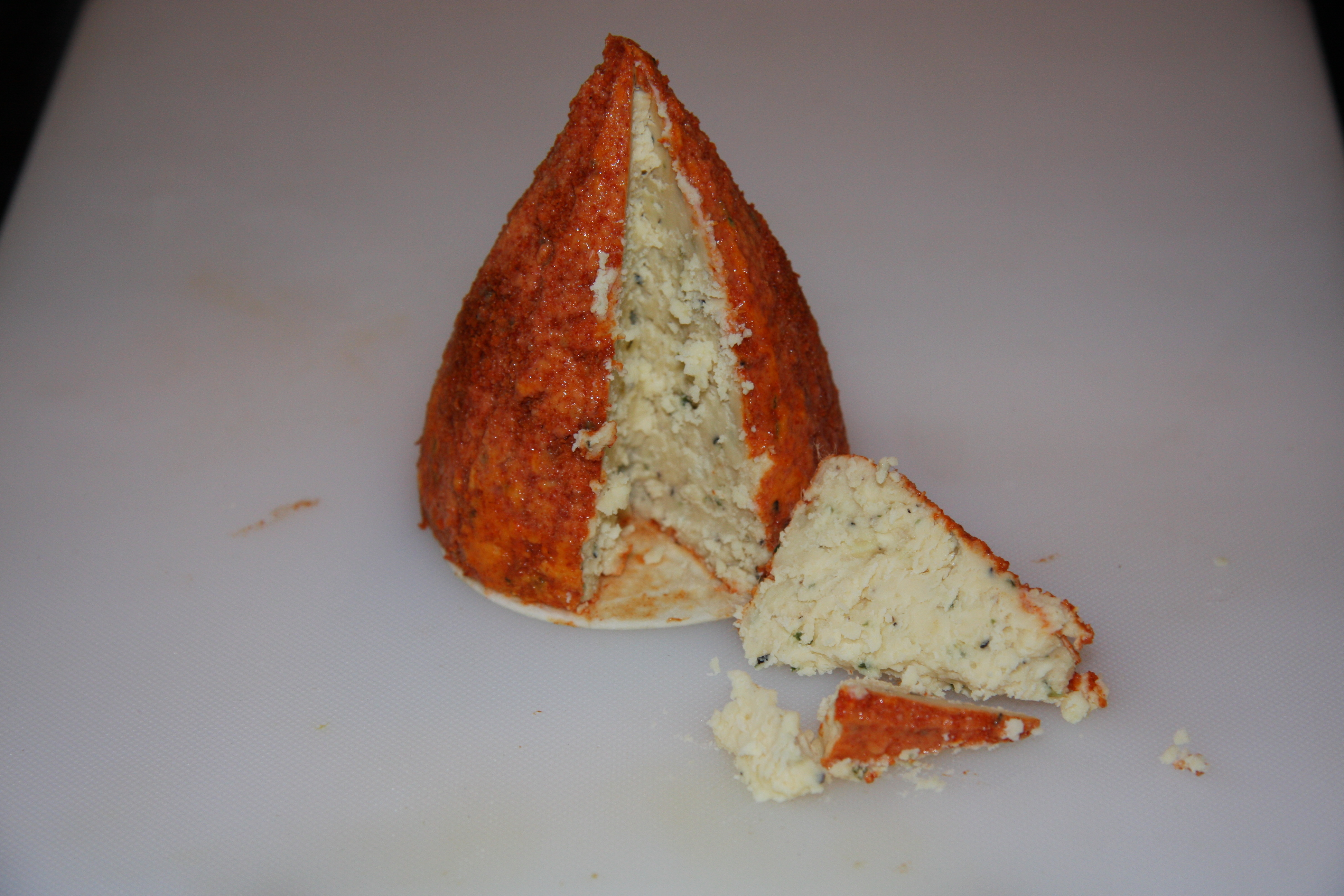
Boulette d’Avesnes

Der Boulette d’Avesnes (dt. Avesnes-Fleischbällchen) ist ein französischer Weichkäse aus der Region Avesnois im Département Nord. Der Fettgehalt liegt bei 50 % in Trockenmasse.

## Geschichte
Der Ursprung von Boulette d’Avesnes geht bis ins 18. Jahrhundert zurück. Erstmals wurde der Käse um 1760 in den Schriften der Abtei von Maroilles erwähnt.
Zu Beginn wurde der Boulette d’Avesnes aus Buttermilch (die bei der Butterproduktion entsteht) hergestellt, die aus wirtschaftlichen Gründen von den Bauern ebenfalls verzehrt wurde.

## Herstellung

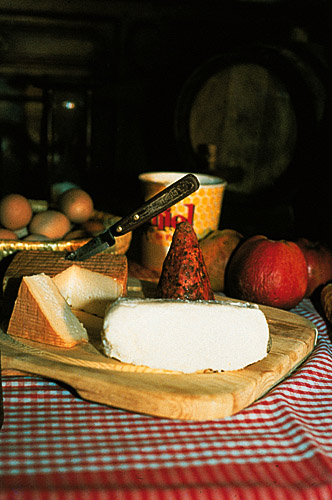
Boulette d’Avesnes und Maroilles

Der weiche Kuhmilchkäse mit gewaschener Rinde wird aus roher oder pasteurisierter Milch hergestellt. Dazu werden reife und ungereifte Stücke des Maroilles-Käses im sogenannten fromage-blanc-Stadium zermahlen und zu einer neuen Masse vermengt. Die entstandene Paste wird mit Gewürzen wie Speisesalz, Petersilie, Pfeffer, Estragon und Nelken gewürzt und abschließend von Hand zu kleinen Kegeln geformt. Einige der Käse werden dazu mit Paprika oder Annatto überzogen, was ihm eine rotbraune Farbe und einen leicht würzigen und scharfen Geschmack verleiht. Anschließend reift er zwei bis drei Monate. Insbesondere Fermier-Hersteller dieser Käsesorte waschen ihre Produkte während dieser Zeit regelmäßig in Bier.

## Varianten und Verkauf
Aufgrund des Fehlens von Bezeichnungsschutz und Spezifikationen gibt es den Boulette d’Avesnes in verschiedenen Formen, Qualitäten, Geschmacksrichtungen und Produktionsorten. In den Handel gebrachte Stücke wiegen zwischen 180 und 250 Gramm.
Verwandt ist der Käse mit der Boulette de Cambrai, der aus der gleichen Region stammt. Dieser wird allerdings nicht „rot“ überzogen, weist mit 45 % in Trockenmasse einen leicht geringeren Fettgehalt auf und ist auch milder im Geschmack. Auch ist der Boulette de Cambrai mit ca. 300 Gramm im Verkauf etwas schwerer als der Boulette d’Avesnes.